# Humberto Calderón Berti
Humberto Calderón Berti (Boconó, Trujillo, 21 de octubre de 1941) es un político y experto petrolero venezolano, geólogo egresado de la Universidad Central de Venezuela con Maestría en Ingeniería de Petróleo de la Universidad de Tulsa, Oklahoma. 
Desempeño el cargo de Embajador de Venezuela en Colombia, designado por el autoproclamado «presidente encargado de Venezuela» Juan Guaidó, a partir del reconocimiento colombiano a este último en el marco de la crisis presidencial de Venezuela de 2019. Es militante del partido socialcristiano COPEI, siendo uno de sus miembros fundadores y ha tenido una dilatada carrera en la administración pública venezolana.

## Carrera política
En enero de 1973 fue nombrado director de la comisión de estudio de los Bienes Afectos a la Reversión de las concesiones petroleras. Designado en 1983 presidente de la empresa estatal Petróleos de Venezuela S.A. (PDVSA), ha desempeñado además los cargos de ministro de Energía y Petróleo y ministro de Relaciones Exteriores de Venezuela durante los periodos presidenciales de Luis Herrera Campins (1979-1984) y de Carlos Andrés Pérez (1989-1993), respectivamente. Fue también presidente de la Organización de Exportadores de Petróleo (OPEP), en 1993 fue precandidato presidencial en la elección primaria del partido COPEI donde finalmente saliera ganador el gobernador del estado Zulia Oswaldo Alvarez Paz, quedando en tercer lugar después del excandidato Eduardo Fernández, también se postuló como candidato a Gobernador del estado Anzoátegui en las elecciones regionales de 1998, donde obtuvo el cuarto lugar en las preferencias al reunir solo el 12,81% de los votos.
Entre los años 2002 y 2003 perteneció a la coalición Coordinadora Democrática, opositora al presidente Hugo Chávez. En 2003 fundó —junto con otros profesionales de la industria petrolera— la compañía Vetra Energía en Colombia, que se ha convertido en uno de los principales productores independientes de petróleo y gas en ese país.
En la actualidad reside en España donde se le concedió la nacionalidad por razones humanitarias y por persecución política en su país de origen; igualmente se le es concedida por tener ascendencia española. El 11 de febrero de 2019, entrega sus credenciales al canciller colombiano, Carlos Holmes Trujillo, quien lo ratificó como embajador legítimo de Venezuela ante Colombia.

«Para mí es muy grato, en nombre del Presidente Iván Duque, recibir de manos del Embajador Humberto Calderón Berti, las copias de las cartas credenciales que lo acreditan como Embajador de la República Bolivariana de Venezuela en Colombia»
Carlos Holmes Trujillo

El 27 de noviembre de 2019, mediante una carta, Juan Guaidó anuncia la destitución de Calderón Berti como embajador ante Colombia, alegando «modificaciones en relación a nuestra política exterior a fin de lograr los objetivos trazados por nuestro ‘Gobierno legítimo’». Diversas especulaciones y críticas han surgido en torno a la remoción de Calderón. El expresidente del Consejo de Seguridad de las Naciones Unidas, Diego Arria se solidarizó con Calderón Berti afirmando que su despido fue «todo un despropósito» y que dicho motivo en un gobierno colegiado —refiriéndose a la Asamblea Nacional— «no es creíble para nada».
De igual manera, la dirigente política María Corina Machado criticó al diputado Juan Guaidó por tal acción calificándola de «terrible pérdida», enunciando que «Calderón Berti es un hombre íntegro y que más adelante él mismo explicará a los venezolanos las razones por las que fue destituido». La organización Venezolanos Perseguidos Políticos en el Exilio (Veppex) emitió un comunicado rechazando la destitución de Calderón Berti, argumentando que fue una jugada para «tapar» los resultados de las investigaciones de malversación en el gobierno interino.
Fue uno de los firmantes de la Carta de Madrid. En octubre de 2021 el exembajador Calderón Berti luego de dos años de silencio denunció a Freddy Superlano de haber firmado las cartas de buena conducta de los socios de Alex Saab y la empresa Salva Foods durante una querella con Leopoldo López, presentando copias de las cartas y aclaró que fue destituido en 2019  por no prestarse a actos que tacharan su reputación como diplomático y que ocasionaran malestar en el “Gobierno Interino”.

## Obras
Ha escrito numerosos ensayos relacionados con la industria petrolera venezolana. Entre sus títulos publicados figuran: 
- Hacia una Política Petrolera Integral: la Responsabilidad Nacional, el Compromiso Internacional (1979)
- La Coyuntura Petrolera Venezolana 1982 (1982)
- Venezuela y Su Política Petrolera, 1979-1983 (1986) (ISBN 9802650811)
- La Invasión a Kuwait (ISBN 9802631655).